# Битва при Сепее
Битва при Сепее — сухопутная битва, произошедшая в 494 году до н. э. при Сепее, близ Тиринфа, между войсками спартанского царя Клеомена I и Аргоса. По легенде, Аргос заплатил за неё цену в шесть тысяч жизней своих гоплитов. Было поголовно уничтожено шесть лохов (полков), а тех, немалых, кто успел скрыться в Священной роще, спартанцы безжалостно истребили. За Клеоменом I закрепилась репутация святотатца: ведь во время жестокого избиения мирных жителей, он ещё и поджёг деревья.